# 奧廖克明斯克區

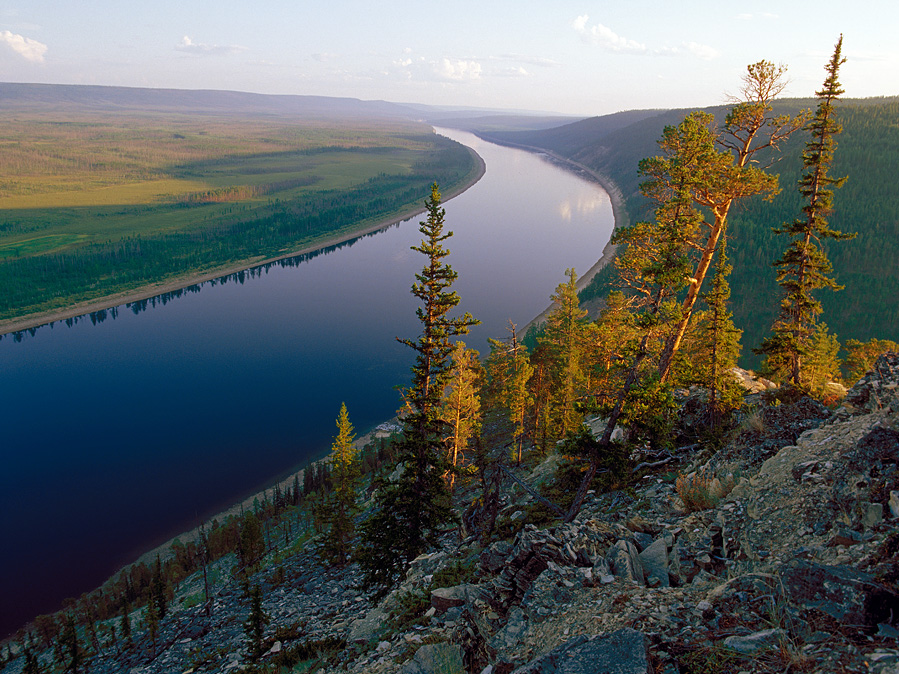

60°23′N 120°26′E / 60.383°N 120.433°E
奧廖克明斯克區（俄语：Олёкминский район），是俄羅斯的一個區，位於該國東部，由薩哈共和國負責管轄，始建於1930年1月9日，面積160,800平方公里，2010年人口26,785，人口密度每平方公里0.17人。